# Ryomei Tanaka
Ryomei Tanaka –en japonés: 田中亮明, Tanaka Ryomei– (Tajimi, 13 de octubre de 1993) es un deportista japonés que compite en boxeo. Participó en los Juegos Olímpicos de Tokio 2020, obteniendo una medalla de bronce en el peso mosca.

## Palmarés internacional
| Juegos Olímpicos | Juegos Olímpicos | Juegos Olímpicos  | Juegos Olímpicos |
| Año              | Lugar            | Medalla           | Categoría        |
| ---------------- | ---------------- | ----------------- | ---------------- |
| 2020             | Tokio (Japón)    | Medalla de bronce | 52 kg            |